# Enric Ginesta i Peris

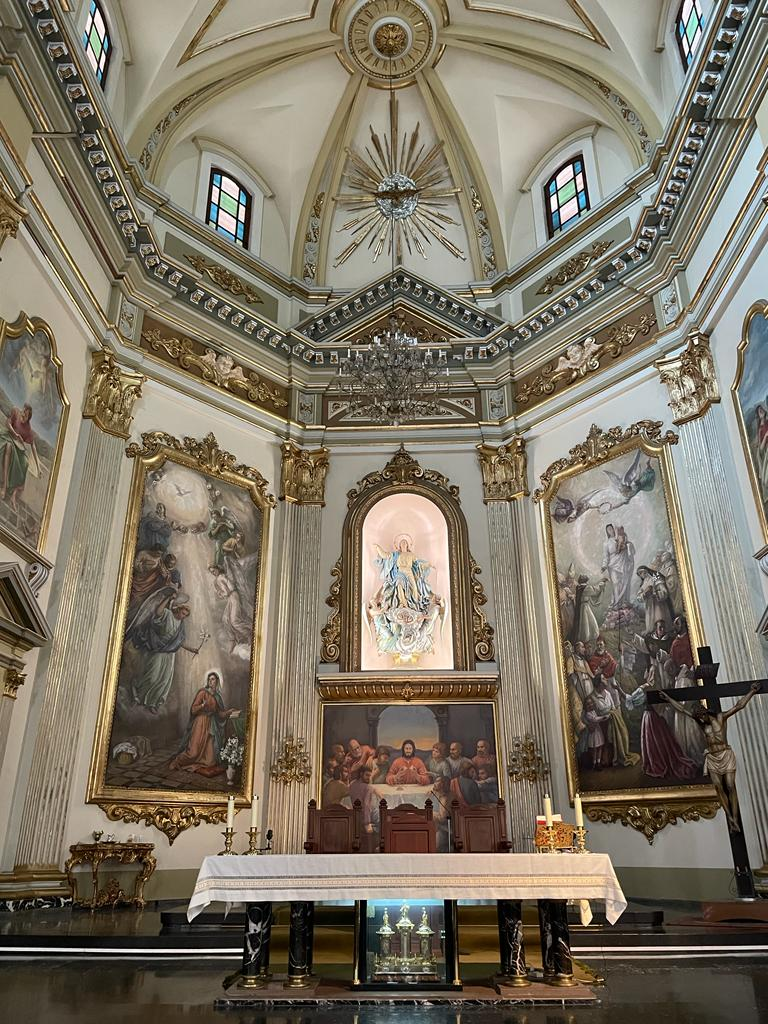
Presbiteri de l'Església de l'Assumpció de Carlet, amb les dues pintures murals d'Enric Ginesta: lAnunciació i la Coronació de la Mare de Déu.

Enric Ginesta (Carlet, la Ribera Alta, 24 de desembre de 1897 - Plan, Aragó, juliol de 1978) fou un pintor valencià.
Estudià a l'Escola de Belles Arts de Sant Carles de València i a la de San Fernando de Madrid. Va ser pensionat per la Fundació Roig per a estudiar els grans pintors de l'escola flamenca en diverses ciutats de França, Bèlgica i els Països Baixos. Arran de la seva exposició del 1925 al Museu d'Art Modern de Madrid, obtingué el premi del Cercle de Belles Arts d'aquesta ciutat, que el va nomenar soci de mèrit. Catedràtic de Perspectiva a l'Escola de Sant Carles des del 1940, ensenyà també Anàlisi de la Forma a l'Escola d'Arquitectura de la Universitat de València. El 1965 ingressà com a acadèmic de la Reial Acadèmia de Belles Arts de Sant Carles. Destacat paisatgista, és notable també el realisme dels seus retrats, natures mortes i escenes religioses, de les quals són un bon exemple les grans pintures murals que decoren el presbiteri de l'església de l'Assumpció, a la seua ciutat natal. Del 1950 al 1969 s'encarregà de dissenyar els monumentals tapissos florals que cada any decoren la façana de la Basílica de la Mare de Déu dels Desemparats, a València, durant la festivitat del Corpus Christi. Morí als vuitanta anys per un atac cerebral sobrevingut mentre pintava un paisatge al Pirineu aragonès. Hi ha obra seva al Museu d'Art Modern de París i al de Belles Arts de València, entre d'altres.